# Москалюк Тарас Миколайович
Тарас Миколайович Москалюк (14 лютого 1972, Дружківка Донецька область - 4 квітня 2019, Київ) - український журналіст, Заслужений журналіст України.

## Біографія
Тарас Москалюк народився 14 лютого 1972 року в місті Дружківка Донецької області. Закінчив філологічний факультет Донецького національного університету. По закінченню навчання, у 1994 році почав працювати журналістом: спочатку на донецькому телеканалі «7х7», а згодом на ТРК «Україна». Був журналістом відділу новин та телевізійним ведучим у службі інформації, довгий час був обличчям ТРК «Україна». Від 2005 до 2007 року був власним кореспондентом «5 каналу» у Донецьку. Згодом - власним кореспондентом «УТ-1» у Донецькій області та директором ТРК «Регіон-Донбас». 6 червня 2012 року Указом Президента України Тарасу Москалюку було присвоєно почесне звання Заслужений журналіст України.
З початком війни на Донбасі переїхав до Києва. Від 2014 року працював на телеканалі «112 Україна», деякий час був директором телеканалу Dobro TV. Після повернення на «112 канал» очолив регіональний відділ. Був продюсером проекту  «Близький схід» - серії репортажів про підприємців Донеччини та Луганщини. Був військовим кореспондентом «112 каналу», 30 січня 2015 року знімальна група у складі Тараса Москалюка та оператора Микити Воробйова потрапила під обстріл у районі села Троїцьке Попаснянського району Луганської області. Обстріл відбувався з боку міста Стаханов, яке контролювали бойовики. Один військовий отримав поранення, журналіст і оператор не постраждали.
Помер 4 квітня 2019 року в реанімації від атипової пневмонії. Похований у Дружківці.